# Frédéric-Eugène de Wurtemberg
Frédéric-Eugène de Wurtemberg (né le 21 janvier 1732 à Stuttgart – mort le 23 décembre 1797 à Hohenheim) est duc de Wurtemberg de 1795 à 1797, après la mort de son frère Louis-Eugène de Wurtemberg. Il acquiert ainsi le titre (posthume) de Friedrich II Eugen Heinrich Herzog von Württemberg.

## Biographie

### Famille
Frédéric-Eugène de Wurtemberg, né en 1732, est le benjamin des trois fils du duc Charles-Alexandre de Wurtemberg (1684-1736) et de la duchesse Marie-Auguste von Thurn und Taxis (1706-1756). Il a deux frères, Charles-Eugène (1728–1793) et Louis (-Eugène) VII de Wurtemberg (1731–1795). Les trois frères succèdent chacun, l'un après l'autre, à leur père. Frédéric-Eugène a également une sœur, Augusta de Wurtemberg (1734–1787), qui épouse en 1753 le prince Charles-Anselme von Tour und Taxis, de sa famille maternelle.

### Carrière militaire
En 1741, cinq ans après la mort prématurée de son père Frédéric-Eugène de Wurtemberg est envoyé à la cour de Frédéric le Grand avec ses deux frères aînés. À Berlin, il est reçu avec bienveillance jusqu'à l'entrée en fonction de l'aîné des frères, déclaré majeur en 1744, engendrant le rappel des plus jeunes. D'abord destiné au clergé, Frédéric-Eugène entre bientôt en possession de plusieurs charges de chanoines (Salzbourg, Constance) et se voit offrir le poste de coadjuteur à l'évêché de Breslau par le roi Frédéric, mais il préfère le service militaire à une carrière cléricale. 
En 1749, il est donc nommé par le roi colonel de cavalerie et chef d'un régiment de dragons. En 1756, il accompagne l'armée française et assiste à la prise de Minorque. Pendant la guerre de Sept Ans, il sert dans l'armée prussienne et, en 1760, oblige son frère, le duc Charles de Wurtemberg, allié de l'Autriche, à se retirer de Magdebourg. Il participe ensuite à la bataille de Torgau puis, en 1761, oblige les Russes à lever temporairement le siège de Kolberg. Il commande une partie de l'armée lors de la reprise de Schweidnitz sur les Autrichiens (siège du 4 août au 9 octobre 1762), et de la bataille de Reichenbach le 16 août 1762.

### Gouvernement de Montbéliard
En 1769, son frère, le duc Charles-Eugène, le nomme gouverneur à vie du seul comté de Montbéliard. Il s'installe au château où il réside avec sa famille, et se fait construire une résidence d'été, le château d'Étupes, un petit village proche de Montbéliard. Il acquiert en 1779 la seigneurie et le château de Hochberg qu'il cède à son frère le duc Charles-Eugène en 1791. En 1792, il est nommé, au nom de Frédéric-Guillaume II roi de Prusse, gouverneur de la principauté d'Ansbach-Bayreuth. En 1795, à la suite du rattachement du pays de Montbéliard à la France, il s'enfuit avec sa famille pour rejoindre l'État de Wurtemberg. Le château d'Étupes, après avoir été saisi comme bien national, est finalement détruit en 1801.

### Mariage et descendance

#### Mariage

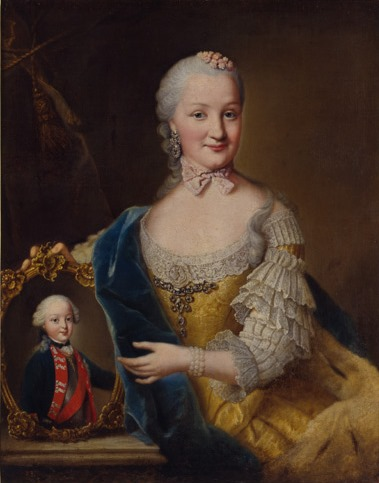
Frédérique-Dorothée de Brandebourg-Schwedt.

Le 29 novembre 1753, Frédéric-Eugène épouse, au château de Schwedt, Frédérique-Dorothée de Brandebourg-Schwedt (née à Schwedt-sur-Oder le 18 décembre 1736 et morte à Stuttgart, le 9 mars 1798), fille aînée et première des cinq enfants du margrave Frédéric-Guillaume (1700-1771) et de la princesse Sophie-Dorothée de Prusse (1719-1765), sœur du roi Frédéric II de Prusse.
De leur mariage, naissent douze enfants : huit garçons et quatre filles. L'aînée des filles, Sophie-Dorothée de Wurtemberg, devient impératrice de toutes les Russies en 1776 en épousant le tsarévitch Paul, fils de l'empereur Pierre III et de l'impératrice Catherine II. La cadette est mariée en 1788 au futur empereur romain germanique François II, mais meurt jeune et sans descendance survivante.

#### Descendance
Les enfants de Frédéric-Eugène sont à l'origine des cinq branches de la maison de Wurtemberg :
- Frédéric III (1754 – 1816), duc en 1797, prince-électeur en 1803, puis roi de Wurtemberg à partir de 1805 (première branche) épouse en 1780 Augusta de Brunswick-Wolfenbüttel puis en 1797 Charlotte du Royaume-Uni (1766 – 1828), il est l'ancêtre des rois de Wurtemberg dont le dernier souverain, Guillaume II mort en 1921 trois ans après avoir abdiqué et sans descendance masculine survivante.
- Louis-Frédéric (1756 – 1817), général dans l'armée prussienne. En 1784, il contracte une union avec la princesse catholique Marie Czartoryski (1768 – 1854) dont il divorce en 1793. En 1797, il épouse Henriette de Nassau-Weilbourg. Son fils, Alexandre (1804-1885) fonde la branche morganatique, dite des ducs de Teck.
- Eugène-Frédéric (1758 – 1822), duc de Wurtemberg-Stuttgart, qui est général de cavalerie dans l'armée prussienne (troisième branche). En 1787, il épouse Louise de Stolberg-Gedern, dont la lignée est éteinte en 1903 en la personne du duc Nicolas de Wurtemberg.
- Sophie-Dorothée (1759 – 1828), mariée en 1776 au tsar Paul Ier de Russie et mère des tsars Alexandre Ier et Nicolas Ier.
- Guillaume (1761 – 1830), qui contracte, en 1800, une union morganatique avec Wilhelmine von Tunderfeldt-Rhodis. Leur fils, Frédéric (1810-1869) fonde la branche des ducs d'Urach (prétendante au trône princier de Monaco). Il est aussi le grand-père de Mindaugas II de Lituanie.
- Ferdinand Frédéric Auguste de Wurtemberg (1763 – 1834), duc de Wurtemberg, en 1795 il épouse Albertine de Schwarzbourg-Sondershausen (1771 – 1829), il divorce en 1801. En 1817, il épouse Pauline de Metternich-Winneburg (1771 – 1855), sœur du chancelier Klemens Wenzel von Metternich.
- Frédérique de Wurtemberg (1765 – 1785), en 1781 elle épouse le duc Pierre Ier d'Oldenbourg (1755 – 1829).
- Élisabeth (1767 – 1790), en 1788 elle épousa le futur empereur François II.
- Wilhelmine (1768 – 1768), morte à la naissance.
- Charles (1770 – 1791)
- Alexandre de Wurtemberg (1771 – 1833), duc de Wurtemberg. Il fonde la cinquième branche de la maison de Wurtemberg. Il épouse, en 1798, Antoinette de Saxe-Cobourg-Saalfeld ; d'où Alexandre (1804-1881), qui épouse Marie d'Orléans, fille du roi des Français Louis-Philippe Ier.
- Henri-Charles de Wurtemberg (1772 – 1838), duc de Wurtemberg, en 1798 il épousaeCaroline Alexeï, créée Freifrau von Hochberg und Rottenburg, puis comtesse von Urach.

Frédéric-Eugène est l'ascendant de l'actuel (depuis 2022), prétendant au trône de Wurtemberg, Wilhelm de Wurtemberg (né en 1994).
Par ailleurs, Frédéric-Eugène et son épouse Frédérique-Dorothée sont les ancêtres communs de toutes les reines de Grèce et des Hellènes.

### Mort
Le 23 décembre 1797, Frédéric-Eugène de Wurtemberg meurt à l'âge de 65 ans à Hohenheim. Il est inhumé en la crypte de l'église du château de Ludwigsbourg.